# Onze-Lieve-Vrouw-van-Fatimakerk (Tilburg)
De Onze-Lieve-Vrouw-van-Fatimakerk (ook: Onbevlekt Hart van Mariakerk) was een parochiekerk in de Noord-Brabantse stad Tilburg. Het gebouw was gelegen aan de Fatimastraat 28.
De kerk kan worden beschouwd als een voorbeeld van vroege wederopbouwarchitectuur.

## Geschiedenis
Deze kerk, ontworpen door Jos. Bedaux, werd in 1947 in gebruik genomen. Aanvankelijk was het een noodkerk die deel uitmaakte van een groot katholiek gebouwencomplex waarin ook een klooster, een school en het bejaardentehuis Sint-Jozefzorg waren ondergebracht.
In 1980 werd de kerk onttrokken aan de eredienst. Daarna maakte onder andere een organisatie als Emmaus er gebruik van. In 1990 werd het kerkgebouw grotendeels gesloopt, de pastorie en een torentje bleven wel behouden.